# Knights of Cydonia
Knights of Cydonia és una cançó de la banda de rock anglesa Muse i és el tema de tancament del seu àlbum Black Holes and Revelations. L'edició per a les emissores de ràdio va ser emesa per primera vegada el 12 de juny de 2006. La cançó va ser llançada com el tercer single de Black Holes and Revelations en el Regne Unit el 27 de novembre de 2006, entrant directament al número 10 de la llista britànica de senzills.
La primera interpretació en directe de "Knights of Cydonia" va tenir lloc en un esdeveniment de la BBC Radio 1, el One Big Weekend, amb seu a Dundee (Escòcia) el 13 de maig de 2006. Les actuacions en directe de "Knights of Cydonia" inclouen un falsetto més alt i clar que en la versió d'estudi. En les últimes actuacions en viu s'ha inclòs una part addicional de guitarra al final de la cançó, així com un final de guitarra provinent del tema "Space Dementia".

## Música i significat
La cançó inclou els registres més alts i més baixos del cantant Matt Bellamy complementats amb tocs de sintetitzador i parts de trompeta en les actuacions. El so de guitarra de la cançó està inspirat en el nº 1 de l'any 1962 "Telstar", del grup "The Tornados", que el seu guitarrista, George Bellamy, és pare de Matt. La cançó està composta per diverses parts produïdes i arreglades de maneres diferents, com per exemple, el començament, inspirat per la música de la Commodore C64.
El nom de "Cydonia" fa al·lusió a la regió de Mart on algunes persones creuen que hi ha hagut vida, a més de ser la part on estan les famoses "Cares de Mart". La portada del disc Black Holes and Revelations, creada per Storm Thorgerson, està ambientada en la superfície marciana, i inclou quatre homes asseguts al voltant d'una taula amb quatre cavalls en miniatura enfront de cadascun d'ells. Segons la mateixa banda, "aquests homes representen els "Quatre Genets de l'Apocalipsi", cadascun d'ells vestits amb un vestit que representa el dolor de la humanitat".

## Videoclip
El video de "Knights of Cydonia" va ser rodat en cinc dies: tres a Romania, un altre a Londres i el cinquè a Red Rock, Califòrnia. Aquest va veure la llum l'11 de juliol de 2006. Va ser rodat amb una ambientació dels antics spaghetti western amb tocs futuristes, i amb principi i crèdits inclosos. AL final del vídeo es pot veure en nombres romans MCMLXXXI (1981).
El vídeo va ser dirigit per Joseph Kahn, i protagonitzat pels actors britànics Russ Bain com el vaquer protagonista, Richard Brake com el seu antagonista (Sheriff Baron Klaus Rottingham), i Cassandra Bell en el paper de la princesa Shane Kuriyami).